# Горно
Го́рно (итал. Gorno) — коммуна в Италии, которая располагается в регионе Ломбардия и подчиняется административному центру Бергамо.
Население на конец декабря 2019 года составило 1515 человек, плотность населения составляет 198 чел./км². Занимает площадь 9 км². Почтовый индекс — 24020. Телефонный код — 035.
Покровителем населённого пункта считается святитель Мартин Турский. Праздник ежегодно празднуется 11 ноября.

## Города-побратимы
- Калгурли, Австралия (с 20 августа 2003 года).